# Marcel Titsch-Rivero
Marcel Titsch-Rivero (Fráncfort del Meno, región de Hesse, Alemania, 2 de noviembre de 1989) es un futbolista alemán que juega como centrocampista en el VfR Mannheim de la Oberliga Baden-Wurtemberg.

## Clubes
| Club                     | País     | Año       |
| ------------------------ | -------- | --------- |
| Eintracht Fráncfort II   | Alemania | 2008-2009 |
| Eintracht Fráncfort      | Alemania | 2009-2012 |
| 1. F. C. Heidenheim 1846 | Alemania | 2012-2018 |
| S. V. Wehen Wiesbaden    | Alemania | 2018-2020 |
| Hallescher F. C.         | Alemania | 2020-2022 |
| VfR Mannheim             | Alemania | 2023-     |